# The King of Fighters 2000
The King of Fighters 2000 är ett fightingspel utgivet 2000 av SNK till Neo Geo som arkadspel och konsolspel. Spelet är det sjunde i serien The King of Fighters.  Spelet porterades även till Sega Dreamcast och Playstation 2. Spelet var det sista att släppas innan SNK försattes i konkurs.

## Handling
Årets turnering sponsras av Ikari Warriors, som ett försök att lära sig mer om organisationen NESTS. Spelet innehåller 34 spelfigurer + två bossar som går att låsa upp. Fyrmannalagen från föregående spel finns kvar.

### Fotnoter
1. ↑  ”The King of Fighters 2000” (på engelska). The King Of Fighters Official Website. 12 mars 2000. http://kofaniv.snkplaymore.co.jp/english/history/history.php?num=kof2000. Läst 20 maj 2015.
2. ↑  ”The King of Fighters 2000” (på engelska). Mobygames. 12 mars 2000. http://www.mobygames.com/game/king-of-fighters-2000. Läst 20 maj 2015.